# Sándor Kocsis
Sándor Péter Kocsis  (n. 21 septembrie 1929, Budapesta, Regatul Ungariei – d. 22 iulie 1979, Barcelona, Catalonia, Spania) a fost un fotbalist maghiar, care juca pe postul de atacant. El a evoluat la cluburi ca Ferencváros TC, Budapest Honvéd, FC Barcelona și la echipa națională de fotbal a Ungariei. În anii 1950, alături de Ferenc Puskás, Zoltán Czibor, József Bozsik și Nándor Hidegkuti, el a fost membru al celebrei echipe Maghiarii Magici. După Revoluția ungară din 1956 s-a mutat în Spania, unde a jucat la FC Barcelona la sfârșitul anilor 1950–începutul anilor 1960.
Kocsis a fost un prolific marcator atât pentru Honvéd Budapesta, cât și pentru echipa națională de fotbal a Ungariei. În timp ce juca la Honvéd, el a fost cel mai bun golgheter de pe continent în 1952 și 1954. De asemenea, el a marcat 75 de goluri în 68 de meciuri pentru Ungaria - o medie de 1,1 goluri/meci. Kocsis a devenit golgheter la Campionatul Mondial de Fotbal 1954 cu 11 goluri, fiind primul jucător care înscrie două hattrickuri la un Campionat Mondial. Performanța sa de 2,2 goluri/meci la un singur turneu final al Campionatului Mondial, este un record activ până în prezent, și doar Just Fontaine a marcat mai multe goluri la un singur Campionat Mondial.
Media sa de 1,103 goluri/meci îl plasează pe poziția Nr.1 printre jucătorii cu cel puțin 43 de selecții FIFA de clasa-A, fiind urmat la mică distanță de Gerd Müller cu 1,097 goluri/meci (68 de goluri în 62 de meciuri), ei fiind unicii doi jucători din istorie cu o medie de peste +1,0 goluri/meci în peste 43 de meciuri internaționale. Ferenc Puskás cu 0,99 goluri/meci (84 de goluri în 85 de meciuri) este al 3-lea în top.
În cele 68 de meciuri la națională, Sándor Kocsis a marcat 7 hattrickuri.

## Topul marcatorilor la nivel internațional
| Poz. | Jucător         | Țara               | Goluri | Meciuri | Perioada  |
| ---- | --------------- | ------------------ | ------ | ------- | --------- |
| 1.   | Ali Daei        | Iran               | 109    | 149     | 1993–2006 |
| 2.   | Ferenc Puskás   | Ungaria            | 84     | 85      | 1945–1956 |
| 3.   | Pelé            | Brazilia           | 77     | 92      | 1957–1971 |
| 4.   | Sándor Kocsis   | Ungaria            | 75     | 68      | 1948–1956 |
| 4.   | Bashar Abdullah | Kuweit             | 75     | 134     | 1996–2007 |
| 6.   | Hossam Hassan   | Egipt              | 69     | 169     | 1985–2006 |
| 6.   | Stern John      | Trinidad și Tobago | 69     | 109     | 1995–2009 |
| 8.   | Gerd Müller     | Germania de Vest   | 68     | 62      | 1966–1974 |
| 9.   | Majeed Abdullah | Arabia Saudită     | 67     | 139     | 1978–1994 |
| 9.   | Miroslav Klose  | Germania           | 67     | 126     | 2001-     |

Sursa:

## Statistici carieră

### Club
Sursa:
|               |                        |                       | Campionat | Campionat | Cupă          | Cupă          | Cupa Ligii          | Cupa Ligii          | Continental | Continental | Total   | Total  |
| Sezon         | Club                   | Campionat             | Meciuri   | Goluri    | Meciuri       | Goluri        | Meciuri             | Goluri              | Meciuri     | Goluri      | Meciuri | Goluri |
| Ungaria       | Ungaria                | Ungaria               | Ligă      | Ligă      | Cupa Ungariei | Cupa Ungariei | Cupa Ligii          | Cupa Ligii          | Europa      | Europa      | Total   | Total  |
| ------------- | ---------------------- | --------------------- | --------- | --------- | ------------- | ------------- | ------------------- | ------------------- | ----------- | ----------- | ------- | ------ |
| 1945-46       | Kobanyai               | Prima Ligă a Ungariei | 5         | 0         |               |               |                     |                     |             |             |         |        |
| 1946-47       | Ferencvárosi           | Prima Ligă a Ungariei | 3         | 2         |               |               |                     |                     |             |             |         |        |
| 1947-48       | Ferencvárosi           | Prima Ligă a Ungariei | 21        | 5         |               |               |                     |                     |             |             |         |        |
| 1948-49       | Ferencvárosi           | Prima Ligă a Ungariei | 30        | 33        |               |               |                     |                     |             |             |         |        |
| 1949-50       | Ferencvárosi           | Prima Ligă a Ungariei | 30        | 30        |               |               |                     |                     |             |             |         |        |
| 1950          | Budapest Honvéd        | Prima Ligă a Ungariei | 15        | 24        |               |               |                     |                     |             |             |         |        |
| 1951          | Budapest Honvéd        | Prima Ligă a Ungariei | 26        | 30        |               |               |                     |                     |             |             |         |        |
| 1952          | Budapest Honvéd        | Prima Ligă a Ungariei | 26        | 36        |               |               |                     |                     |             |             |         |        |
| 1953          | Budapest Honvéd        | Prima Ligă a Ungariei | 25        | 24        |               |               |                     |                     |             |             |         |        |
| 1954          | Budapest Honvéd        | Prima Ligă a Ungariei | 26        | 33        |               |               |                     |                     |             |             |         |        |
| 1955          | Budapest Honvéd        | Prima Ligă a Ungariei | 21        | 17        |               |               |                     |                     |             |             |         |        |
| 1956          | Budapest Honvéd        | Prima Ligă a Ungariei | 21        | 13        |               |               |                     |                     |             |             |         |        |
| Elveția       | Elveția                | Elveția               | Ligă      | Ligă      | Cupa Elveției | Cupa Elveției | Cupa Ligii          | Cupa Ligii          | Europa      | Europa      | Total   | Total  |
| 1957-58       | Young Fellows Juventus | Superliga Elvețiană   | 11        | 7         |               |               |                     |                     |             |             |         |        |
| Spania        | Spania                 | Spania                | Ligă      | Ligă      | Copa del Rey  | Copa del Rey  | Supercopa de España | Supercopa de España | Europa      | Europa      | Total   | Total  |
| 1958–59       | Barcelona              | La Liga               | 4         | 4         | 6             | 11            | –                   | –                   | 0           | 0           | 10      | 15     |
| 1959–60       | Barcelona              | La Liga               | 9         | 3         | 0             | 0             | –                   | –                   | 4           | 5           | 13      | 8      |
| 1960–61       | Barcelona              | La Liga               | 10        | 4         | 1             | 1             | –                   | –                   | 9           | 6           | 20      | 11     |
| 1961–62       | Barcelona              | La Liga               | 20        | 17        | 2             | 0             | –                   | –                   | 6           | 3           | 28      | 20     |
| 1962–63       | Barcelona              | La Liga               | 9         | 2         | 7             | 3             | –                   | –                   | 3           | 4           | 19      | 9      |
| 1963–64       | Barcelona              | La Liga               | 19        | 12        | 6             | 4             | –                   | –                   | 4           | 3           | 29      | 19     |
| 1964–65       | Barcelona              | La Liga               | 4         | 0         | 0             | 0             | –                   | –                   | 3           | 0           | 7       | 0      |
| Total         | Ungaria                | Ungaria               | 249       | 247       |               |               |                     |                     |             |             |         |        |
| Total         | Elveția                | Elveția               | 11        | 7         |               |               |                     |                     |             |             |         |        |
| Total         | Spania                 | Spania                | 75        | 42        | 22            | 19            | 0                   | 0                   | 29          | 21          | 126     | 82     |
| Total carieră | Total carieră          | Total carieră         | 335       | 296       |               |               |                     |                     |             |             |         |        |

### Națională
Surse:

| Ungaria | Ungaria | Ungaria |
| An      | Meciuri | Goluri  |
| ------- | ------- | ------- |
| 1948    | 1       | 2       |
| 1949    | 6       | 5       |
| 1950    | 6       | 5       |
| 1951    | 3       | 6       |
| 1952    | 12      | 16      |
| 1953    | 5       | 1       |
| 1954    | 14      | 23      |
| 1955    | 12      | 10      |
| 1956    | 9       | 7       |
| Total   | 68      | 75      |

### Goluri internaționale
| Data               | Stadion                                  | Oponent           | Goluri | Total | Rezultat | Competiția                                       |
| ------------------ | ---------------------------------------- | ----------------- | ------ | ----- | -------- | ------------------------------------------------ |
| 6 iunie 1948       | Hungária, Budapesta                      | România           | 2      | 2     | 9-0      | Cupa Balcanică 1948                              |
| 2 mai 1949         | Hungária, Budapesta                      | Austria           | 1      | 3     | 6-1      | Cupa Internatională a Europei Centrale 1948-53   |
| 19 iunie 1949      | Råsunda Stadium, Stockholm               | Suedia            | 1      | 4     | 2-2      | Meci amical                                      |
| 20 noiembrie 1949  | Hungária, Budapesta                      | Suedia            | 3      | 7     | 5-0      | Meci amical                                      |
| 30 aprilie 1950    | Hungária, Budapesta                      | Cehoslovacia      | 2      | 9     | 5-0      | Meci amical                                      |
| 15 mai 1950        | Praterstadion, Viena                     | Austria           | 1      | 10    | 3-5      | Meci amical                                      |
| 24 septembrie 1950 | Hungária, Budapesta                      | Albania           | 2      | 12    | 12-0     | Meci amical                                      |
| 27 mai 1951        | Hungária, Budapesta                      | Polonia           | 2      | 14    | 6-0      | Meci amical                                      |
| 14 octombrie 1951  | Městský stadion, Ostrava                 | Cehoslovacia      | 2      | 16    | 2-1      | Meci amical                                      |
| 18 noiembrie 1951  | Hungária, Budapesta                      | Finlanda          | 2      | 18    | 8-0      | Meci amical                                      |
| 18 mai 1952        | Hungária, Budapesta                      | Germania de Est   | 1      | 19    | 5-0      | Meci amical                                      |
| 15 iunie 1952      | Stadion Wojska Polskiego, Varșovia       | Polonia           | 2      | 21    | 5-1      | Meci amical                                      |
| 22 iunie 1952      | Helsinki Olympic Stadium, Helsinki       | Finlanda          | 3      | 24    | 6-1      | Meci amical                                      |
| 15 iulie 1952      | Kupittaa, Turku                          | România           | 1      | 25    | 2-1      | Jocurile Olimpice de vară din 1952               |
| 21 iulie 1952      | Pallokenttä, Helsinki                    | Italia            | 1      | 26    | 3-0      | Jocurile Olimpice de vară din 1952               |
| 24 iulie 1952      | Urheilukeskus, Kotka                     | Turcia            | 2      | 28    | 7-1      | Jocurile Olimpice de vară din 1952               |
| 28 iulie 1952      | Helsinki Olympic Stadium, Helsinki       | Suedia            | 2      | 30    | 6-0      | Jocurile Olimpice de vară din 1952               |
| 20 septembrie 1952 | Stadionul Wankdorf, Berna                | Elveția           | 1      | 31    | 4-2      | Cupa Internatională a Europei Centrale 1948-53   |
| 19 octombrie 1952  | Hungária, Budapesta                      | Cehoslovacia      | 3      | 34    | 5-0      | Meci amical                                      |
| 5 iulie 1953       | Stadionul Råsunda, Stockholm             | Suedia            | 1      | 35    | 4-2      | Meci amical                                      |
| 23 mai 1954        | Népstadion, Budapesta                    | Anglia            | 2      | 37    | 7-1      | Meci amical                                      |
| 17 iunie 1954      | Hardturm, Zürich                         | Coreea de Sud     | 3      | 40    | 9-0      | Campionatul Mondial de Fotbal 1954               |
| 20 iunie 1954      | Stadionul St. Jakob, Basel               | Germania de Vest  | 4      | 44    | 8-3      | Campionatul Mondial de Fotbal 1954               |
| 27 iunie 1954      | Stadionul Wankdorf, Berna                | Brazilia          | 2      | 46    | 4-2      | Campionatul Mondial de Fotbal 1954               |
| 30 iunie 1954      | Stade Olympique de la Pontaise, Lausanne | Uruguay           | 2      | 48    | 4-2      | Campionatul Mondial de Fotbal 1954               |
| 19 septembrie 1954 | Népstadion, Budapesta                    | România           | 2      | 50    | 5-1      | Meci amical                                      |
| 26 septembrie 1954 | Stadionul Dinamo, Moscova                | Uniunea Sovietică | 1      | 51    | 1-1      | Meci amical                                      |
| 10 octombrie 1954  | Népstadion, Budapesta                    | Elveția           | 2      | 53    | 3-0      | Meci amical                                      |
| 24 octombrie 1954  | Népstadion, Budapesta                    | Cehoslovacia      | 3      | 56    | 4-1      | Meci amical                                      |
| 14 noiembrie 1954  | Népstadion, Budapesta                    | Austria           | 1      | 57    | 4-1      | Meci amical                                      |
| 8 decembrie 1954   | Hampden Park, Glasgow                    | Scoția            | 1      | 58    | 4-2      | Meci amical                                      |
| 8 mai 1955         | Ullevaal Stadion, Oslo                   | Norvegia          | 1      | 59    | 5-0      | Meci amical                                      |
| 11 mai 1955        | Råsunda Stadium, Stockholm               | Suedia            | 3      | 62    | 7-3      | Meci amical                                      |
| 15 mai 1955        | Idrætsparken, Copenhaga                  | Danemarca         | 2      | 64    | 6-0      | Meci amical                                      |
| 29 mai 1955        | Népstadion, Budapesta                    | Scoția            | 1      | 65    | 3-1      | Meci amical                                      |
| 17 septembrie 1955 | Stade Olympique de la Pontaise, Lausanne | Elveția           | 1      | 66    | 5-4      | Cupa Internatională a Europei Centrale 1954–1960 |
| 2 octombrie 1955   | Stadionul Strahov, Praga                 | Cehoslovacia      | 1      | 67    | 1-1      | Cupa Internatională a Europei Centrale 1954–1960 |
| 16 octombrie 1955  | Népstadion, Budapesta                    | Austria           | 1      | 68    | 6-1      | Cupa Internatională a Europei Centrale 1954–1960 |
| 3 iunie 1956       | Stade du Heysel, Bruxelles               | Belgia            | 2      | 70    | 4-5      | Meci amical                                      |
| 9 iunie 1956       | Estádio Nacional, Lisabona               | Portugalia        | 1      | 71    | 2-2      | Meci amical                                      |
| 15 iulie 1956      | Népstadion, Budapesta                    | Polonia           | 2      | 73    | 4-1      | Meci amical                                      |
| 16 septembrie 1956 | Stadion FK Crvena Zvezda, Belgrad        | Iugoslavia        | 1      | 74    | 3-1      | Cupa Internatională a Europei Centrale 1954–1960 |
| 7 octombrie 1956   | Parc des Princes, Paris                  | Franța            | 1      | 75    | 2-1      | Meci amical                                      |

## Palmares
Ungaria
- Campion olimpic (1): 1952
- Cupa Internatională a Europei Centrale (1): 1953
- Campionatul Mondial de Fotbal
- Vicecampion (1): 1954

Ferencváros TC
- Prima Ligă a Ungariei (1): (1949)

Honvéd FC
- Prima Ligă a Ungariei (3): 1952, 1954, 1955

FC Barcelona
- La Liga (2): 1958–59, 1959–60
- Copa del Generalísimo (2): 1958–59, 1962–63
- Cupa Orașelor Târguri (1): 1958–60

Valencia CF
- Trofeul Taronja (1): (1961)